# Manaoag
Manaoag ist eine Stadtgemeinde in der philippinischen Provinz Pangasinan. In dem 57,16 km² großen Gebiet lebten im Jahre 2015 69.497 Menschen, wodurch sich eine Bevölkerungsdichte von 1216 Einwohnern pro km² ergibt. Die Gemeinde wurde im Jahre 1600 von Augustinern gegründet. 
Die Rosenkranz-Basilika ist ein geschütztes Kulturgut.
Manaoag ist in folgende 26 Baranggays aufgeteilt:

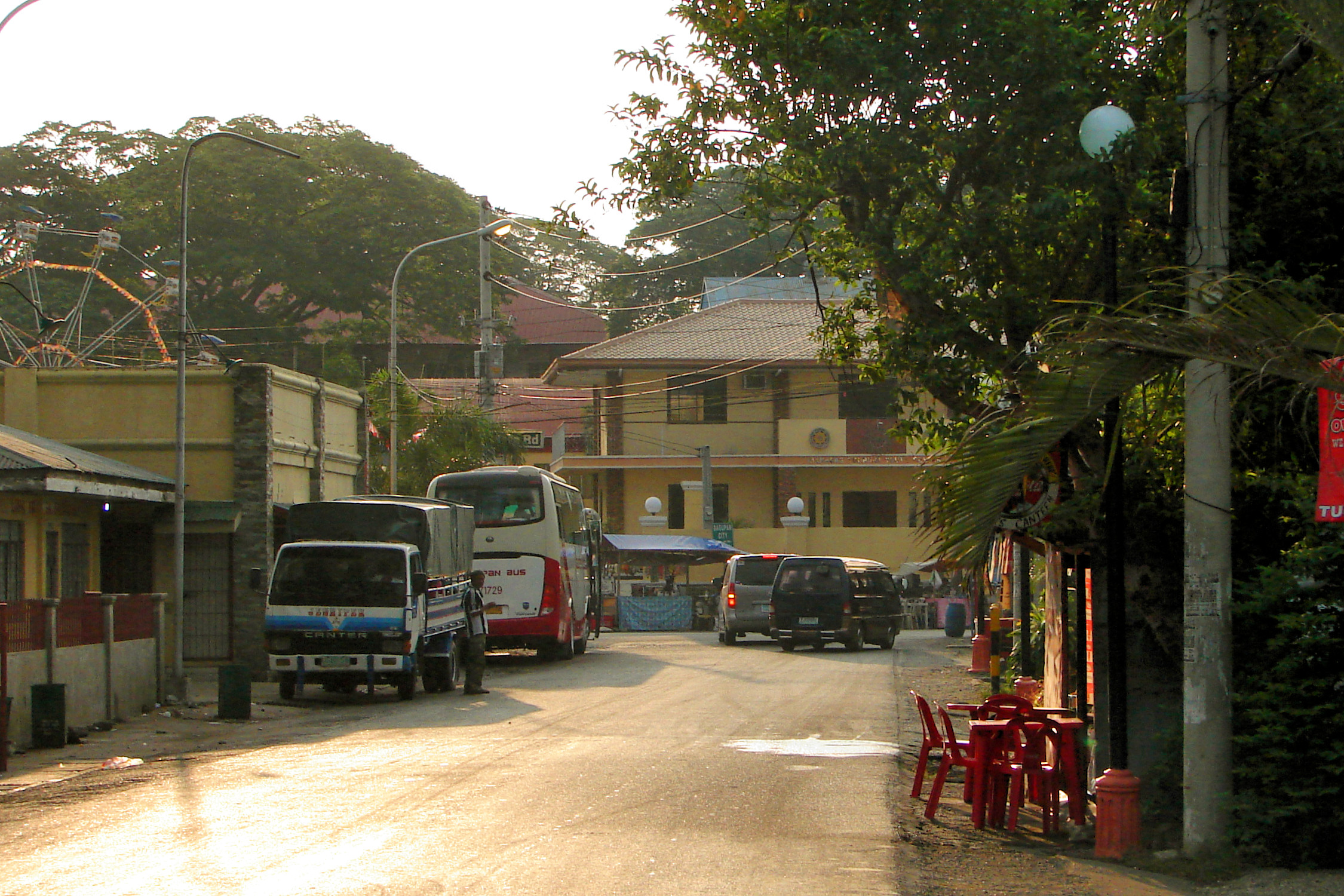
Poblacion

| - Babasit - Baguinay - Baritao - Bisal - Bucao - Cabanbanan - Calaocan - Inamotan - Lelemaan - Licsi - Lipit Norte - Lipit Sur - Parian | - Matolong - Mermer - Nalsian - Oraan East - Oraan West - Pantal - Pao - Poblacion - Pugaro - San Ramon - Santa Ines - Sapang - Tebuel |